# 王基 (北朝)
王基（478年—542年），北魏太安郡狄那县（今山西省寿阳县）人，王紘的父亲。
王基为小部酋帅，读过书，有智略。开始跟随葛荣起兵反抗北魏，葛荣任命王基为宁州刺史，爵济北王。后葛荣失败，王基据城不下，尔朱荣遣使劝降，然后降魏。尔朱荣后以王基为府从事中郎，令他率众镇守磨川。尔朱荣死，纥豆陵步藩掳掠王基归河西，后来他逃归尔朱兆。高欢平尔朱兆，以王基为都督，义宁太守。王基之前在葛荣军中与宇文泰相知，宇文泰占据关中，高欢派遣王基与长史侯景一起出使，宇文泰留下王基不放，后逃归。在东魏担任冀州长史，后行肆州事。元象初年，历任南益州、北豫州刺史。为官好贪污聚敛，但是性情和直，吏民不很怨苦。兴和四年冬被奴仆所杀害，时年六十五岁。赠征东将军、吏部尚书、定州刺史。